# Псомиади, Гавриил Константинович
Гавриил Константинович Псомиади (род. 19 марта 1962, Кентау, Южно-Казахстанская область) — советский футболист, защитник.

## Биография
Гавриил Псомиади родился 19 марта 1962 года в городе Кентау Южно-Казахстанской области Казахской ССР (сейчас Туркестанская область Казахстана).
Занимался футболом в одесской СДЮШОР «Черноморец».
Играл на позиции защитника. В 1978—1982 годах играл за дубль одесского «Черноморца». В 1983 году дебютировал в главной команде, провёл 22 матча в чемпионате СССР. Однако в сезоне-83 выпал из состава, сыграв только один поединок за главную команду и 29 встреч за дубль.
Следующие два сезона провёл в киевском СКА во второй лиге. В 1985 году провёл 37 матчей, забил 1 мяч, в 1986 году на его счету 25 игр. По ходу сезона-86 снова играл за «Черноморец» — на его счету один матч за главную команду в чемпионате СССР, два за дубль.
В 1987 году, не сыграв ни одного матча в первой лиге за «Черноморец», перешёл в кишинёвский «Нистру». Сыграл за него 19 матчей в первой лиге.
Следующие три сезона провёл в никопольском «Колосе»: в 1988 году сыграл 34 матча в первой лиге, в 1989 году 32 матча во второй лиге, в 1990 году 9 матчей во второй низшей лиге.